# Недельная
Недельная (укр. Недільна) — село в Стрелковской сельской общине Самборского района Львовской области Украины.

## История
Первое упоминание о селе относится к 1552.
В 1928 г. в селе проживало 873 человека, среди которых 11 евреев.
Перед Второй мировой войной здесь было 120 домов. В 1939 году в селе проживало 970 жителей (960 Украинская, 5 поляков и 5 евреев).
Во время нацистской оккупации Украины Недельная была важным центром украинского повстанческого движения. Здесь дислоцировался курень УПА «Кривонос — 2». 29 ноября 1943 года нацистские оккупационные власти разгромили УПА и отбили село. 
Население по переписи 2001 года составляло 234 человека. Занимает площадь 0,877 км². Почтовый индекс — 82086. Телефонный код — 3238.